# Elvis: Greatest Hits, Volume 1
«Greatest Hits, Volume 1» (с англ. — «Лучшие хиты, выпуск 1») — альбом-компиляция американского певца Элвиса Пресли, вышедший в 1981 году.
Несмотря на название, сборник представляет собой эклектический набор малоизвестных песен и ранее неизданных концертных версий. «Выпуск 2» так никогда и не вышел.

## Список композиций
1. «The Wonder Of You» (Live) (2:36)
2. «A Big Hunk O’ Love» (Live) (2:03)
3. «There Goes My Everything» (2:56)
4. «Suspicious Minds» (4:20)
5. «What’d I Say» (Live) (4:19)
6. «Don’t Cry Daddy» (Live) (2:35)
7. «Steamroller Blues» (Live) (3:14)
8. «The Sound Of Your Cry» (4:00)
9. «Burning Love» (2:54)
10. «You'll Never Walk Alone» (2:43)

- ##2, 5—7 ранее выпущены не были.

## Альбомные синглы
- There Goes My Everything / You'll Never Walk Alone (февраль 1982)